# Бібліотека імені Миколи Бажана (Київ)
Бібліотека з питань мистецтв  імені М.П. Бажана Солом'янського району м.Києва.

## Адреса
03037 м.Київ проспект Валерія  Лобановського, 37

## Характеристика
Площа приміщення бібліотеки - 261,4 м², книжковий фонд - 17,9 тис. примірників (2024). Щорічно обслуговує 2,2 тис. користувачів. Кількість відвідувань - 16,9 тис., книговидач - 40,3 тис. примірників.

## Історія бібліотеки
У серпні 1981 року Залізничною районною Радою народних депутатів було прийнято рішення про заснування бібліотеки мистецтв. Її розміщено у спеціально прибудованому приміщення до першого поверху 14-поверхівки на проспект Валерія  Лобановського, 37, спорудженого у 1980-1981 роках. Будинок проєкту Вежа Вулиха, за прізвищем архітектора Юхима Вулиха.
Урочисте відкриття бібліотеки відбулося у жовтні 1982 року. З 1983 року бібліотека вперше відкрила свій виставковий зал для художніх виставок. Експозиції виставок змінювалися щомісяця. Щомісяця в бібліотеці проводились творчі акції: концерти за участю П.Майбороди, солістів філармонії, студентів консерваторії, артистів київських театрів, зустрічі з мистецтвознавцями, художниками, літераторами й літературознавцями.
6 березня 1984 року бібліотеці було присвоєно ім'я видатного поета та перекладача М. П. Бажана.
В бібліотеці організовано меморіальну кімнату М.П.Бажана, де зібрані його твори і переклади, фотографії і матеріали з сімейного архіву. 
Це єдина публічна бібліотека з питань мистецтв та єдина в Києві, яка має фонд нотних видань.